# Itter (België)
Itter (Frans: Ittre) is een plaats en gemeente in de provincie Waals-Brabant (België). De gemeente telt bijna 7.000 inwoners. In Itter bevindt zich een museum gewijd aan de belangrijke avant-garde kunstenares, Marthe Donas.
Itter komt vaak in het nieuws door de gevangenis die daar gevestigd is. De bouw van de Gevangenis van Itter begon op 29 november 1999 en werd afgerond op 31 mei 2002. De gevangenis werd nog in datzelfde jaar in gebruik genomen.
Itter stond vroeger bekend als het geografische middelpunt van België. Na toevoeging van de Oostkantons in 1920 verspeelde Itter dit aan Nil-Saint-Vincent dat een dertigtal kilometer oostelijker gelegen is.

## Kernen

### Deelgemeenten
| # | Naam           | Opp. (km²) | Inwoners (2020) | Inwoners per km² | NIS-code |
| - | -------------- | ---------- | --------------- | ---------------- | -------- |
| 1 | Itter          | 21,06      | 3.240           | 154              | 25044A   |
| 2 | Hoog-Itter     | 6,31       | 903             | 143              | 25044B   |
| 3 | Virginal-Samme | 7,66       | 2.813           | 367              | 25044C   |

## Bezienswaardigheden
- Het Kasteel van Ittre werd al in begin 14e eeuw vermeld en het werd herhaaldelijk verbouwd. In 1875 werd het gesloopt en vervangen door het huidige kasteel dat een symmetrisch bouwwerk is, geflankeerd door twee torentjes.
- Het Château de Baudémont stamt uit de 16e en 17e eeuw en werd in de 19e eeuw gemoderniseerd. Het kasteel ligt in een park. In de nabijheid liggen boerderijgebouwen die in de 2e helft van de 19e eeuw werden herbouwd.
- De Sint-Hubertuskapel (Chapelle Saint-Hubert) is een betreedbare kapel met dakruiter van 1782, gebouwd op de plaats van een oudere kapel van 1574.
- De Sint-Remigiuskerk (Église Saint-Remi) is een bakstenen neoromaans bouwwerk van 1896-1899. De kerk omvat de Onze-Lieve-Vrouw van Itterkapel, in 1371 gebouwd na een pestepidemie en in 1590 in gotische stijl herbouwd.
- De Moulin Delval, een voormalige watermolen op de Ri Ternel.
- Een industrieel bouwwerk van de kunstzijdefabriek Denis, van 1927 in Art deco.

## Natuur en landschap
Ittre ligt aan de Ri Ternel die westwaarts naar de Sennette stroomt. In het noorden liggen bossen. Er zijn enkele holle wegen. De hoogte aan de kerk bedraagt 82 meter.

## Demografische ontwikkeling

### Demografische evolutie voor de fusie
- Bronnen:NIS, Opm:1831 tot en met 1970=volkstellingen, 1976= inwoneraantal op 31 december

### Demografische evolutie van de fusiegemeente
Alle historische gegevens hebben betrekking op de huidige gemeente, inclusief deelgemeenten, zoals ontstaan na de fusie van 1 januari 1977.
- Bronnen:NIS, Opm:1831 tot en met 1981=volkstellingen; 1990 en later= inwonertal op 1 januari

| Inwoners van jaar tot jaar op 1 januari 1992 tot heden | Inwoners van jaar tot jaar op 1 januari 1992 tot heden | Inwoners van jaar tot jaar op 1 januari 1992 tot heden |
| jaar                                                   | Aantal                                                 | Evolutie: 1992=index 100                               |
| ------------------------------------------------------ | ------------------------------------------------------ | ------------------------------------------------------ |
| 1992                                                   | 5.153                                                  | 100,0                                                  |
| 1993                                                   | 5.251                                                  | 101,9                                                  |
| 1994                                                   | 5.393                                                  | 104,7                                                  |
| 1995                                                   | 5.420                                                  | 105,2                                                  |
| 1996                                                   | 5.460                                                  | 106,0                                                  |
| 1997                                                   | 5.483                                                  | 106,4                                                  |
| 1998                                                   | 5.530                                                  | 107,3                                                  |
| 1999                                                   | 5.588                                                  | 108,4                                                  |
| 2000                                                   | 5.651                                                  | 109,7                                                  |
| 2001                                                   | 5.656                                                  | 109,8                                                  |
| 2002                                                   | 5.729                                                  | 111,2                                                  |
| 2003                                                   | 5.824                                                  | 113,0                                                  |
| 2004                                                   | 5.882                                                  | 114,1                                                  |
| 2005                                                   | 5.966                                                  | 115,8                                                  |
| 2006                                                   | 6.064                                                  | 117,7                                                  |
| 2007                                                   | 6.087                                                  | 118,1                                                  |
| 2008                                                   | 6.138                                                  | 119,1                                                  |
| 2009                                                   | 6.221                                                  | 120,7                                                  |
| 2010                                                   | 6.315                                                  | 122,5                                                  |
| 2011                                                   | 6.448                                                  | 125,1                                                  |
| 2012                                                   | 6.537                                                  | 126,9                                                  |
| 2013                                                   | 6.478                                                  | 125,7                                                  |
| 2014                                                   | 6.616                                                  | 128,4                                                  |
| 2015                                                   | 6.687                                                  | 129,8                                                  |
| 2016                                                   | 6.784                                                  | 131,7                                                  |
| 2017                                                   | 6.816                                                  | 132,3                                                  |
| 2018                                                   | 6.865                                                  | 133,2                                                  |
| 2019                                                   | 6.889                                                  | 133,7                                                  |
| 2020                                                   | 6.957                                                  | 135,0                                                  |
| 2021                                                   | 7.021                                                  | 136,3                                                  |
| 2022                                                   | 7.067                                                  | 137,1                                                  |
| 2023                                                   | 7.039                                                  | 136,6                                                  |
| 2024                                                   | 7.013                                                  | 136,1                                                  |
| 2025                                                   | 6.963                                                  | 135,1                                                  |

## Hydrografie
Doorheen Itter passeren de rivieren de Zinnik (Senette), de Ry-Ternel en een aantal kleinere riviertjes. Het Kanaal Charleroi-Brussel loopt eveneens doorheen deze gemeente.

## Politiek

### Resultaten gemeenteraadsverkiezingen sinds 1976
| Partij                                            | 10-10-1976 | 10-10-1976 | 10-10-1982 | 10-10-1982 | 9-10-1988 | 9-10-1988 | 9-10-1994 | 9-10-1994 | 8-10-2000 | 8-10-2000 | 8-10-2006 | 8-10-2006 | 14-10-2012 | 14-10-2012 | 14-10-2018 | 14-10-2018 | 13-10-2024 | 13-10-2024 |
| Stemmen / Zetels                                  | %          | 15         | %          | 15         | %         | 15        | %         | 17        | %         | 17        | %         | 17        | %          | 17         | %          | 17         | %          | 19         |
| ------------------------------------------------- | ---------- | ---------- | ---------- | ---------- | --------- | --------- | --------- | --------- | --------- | --------- | --------- | --------- | ---------- | ---------- | ---------- | ---------- | ---------- | ---------- |
| PS1 / P-PS2 / Ittre Plus3 / Ittre+L.B.4 / E.P.I.5 | 40,591     | 7          | 38,831     | 7          | 33,042    | 5         | 26,251    | 4         | 20,081    | 3         | 24,353    | 4         | 35,314     | 7          | 31,835     | 6          | 41,666     | 9          |
| UDRT                                              | -          |            | 4,15       | 0          | -         |           | -         |           | -         |           | -         |           | -          |            | -          |            | -          |            |
| IC1 / APICB                                       | 37,85      | 6          | 41,321     | 8          | 59,121    | 10        | 50,281    | 9         | 43,961    | 8         | 43,141    | 8         | 39,361     | 7          | 29,891     | 5          | 20,77B     | 4          |
| P.A.1 / PACTEA / APICB                            | -          |            | -          |            | -         |           | 23,471    | 4         | 22,11     | 4         | 18,591    | 3         | 13,931     | 2          | 20,87A     | 3          | 20,77B     | 4          |
| ECOLO1 / PACTEA                                   | -          |            | -          |            | -         |           | -         |           | 13,861    | 2         | 13,931    | 2         | 11,41      | 1          | 20,87A     | 3          | 8,531      | 1          |
| AN                                                | 16,83      | 2          | 8,02       | 0          | -         |           | -         |           | -         |           | -         |           | -          |            | -          |            | -          |            |
| USC                                               | 4,73       | 0          | -          |            | -         |           | -         |           | -         |           | -         |           | -          |            | -          |            | -          |            |
| Presence                                          | -          |            | 7,68       | 0          | -         |           | -         |           | -         |           | -         |           | -          |            | -          |            | -          |            |
| RC                                                | -          |            | -          |            | 7,84      | 0         | -         |           | -         |           | -         |           | -          |            | -          |            | -          |            |
| MR                                                | -          |            | -          |            | -         |           | -         |           | -         |           | -         |           | -          |            | 17,41      | 3          | 29,04      | 5          |
| Totaal stemmen                                    | 3106       | 3106       | 3316       | 3316       | 3373      | 3373      | 3692      | 3692      | 3841      | 3841      | 4150      | 4150      | 4375       | 4375       | 4598       | 4598       | 4541       | 4541       |
| Opkomst %                                         |            |            |            |            | 94,19     | 94,19     | 92,95     | 92,95     | 91,37     | 91,37     | 92,95     | 92,95     | 91,41      | 91,41      | 89,93      | 89,93      | 87,39      | 87,39      |
| Blanco en ongeldig %                              | 3,38       | 3,38       | 3,38       | 3,38       | 3,62      | 3,62      | 4,33      | 4,33      | 4,58      | 4,58      | 3,81      | 3,81      | 4,18       | 4,18       | 5,18       | 5,18       | 4,69       | 4,69       |

## Nabijgelegen kernen
Haut-Ittre, Kasteelbrakel, Virginal-Samme, Ronquières

## Foto's

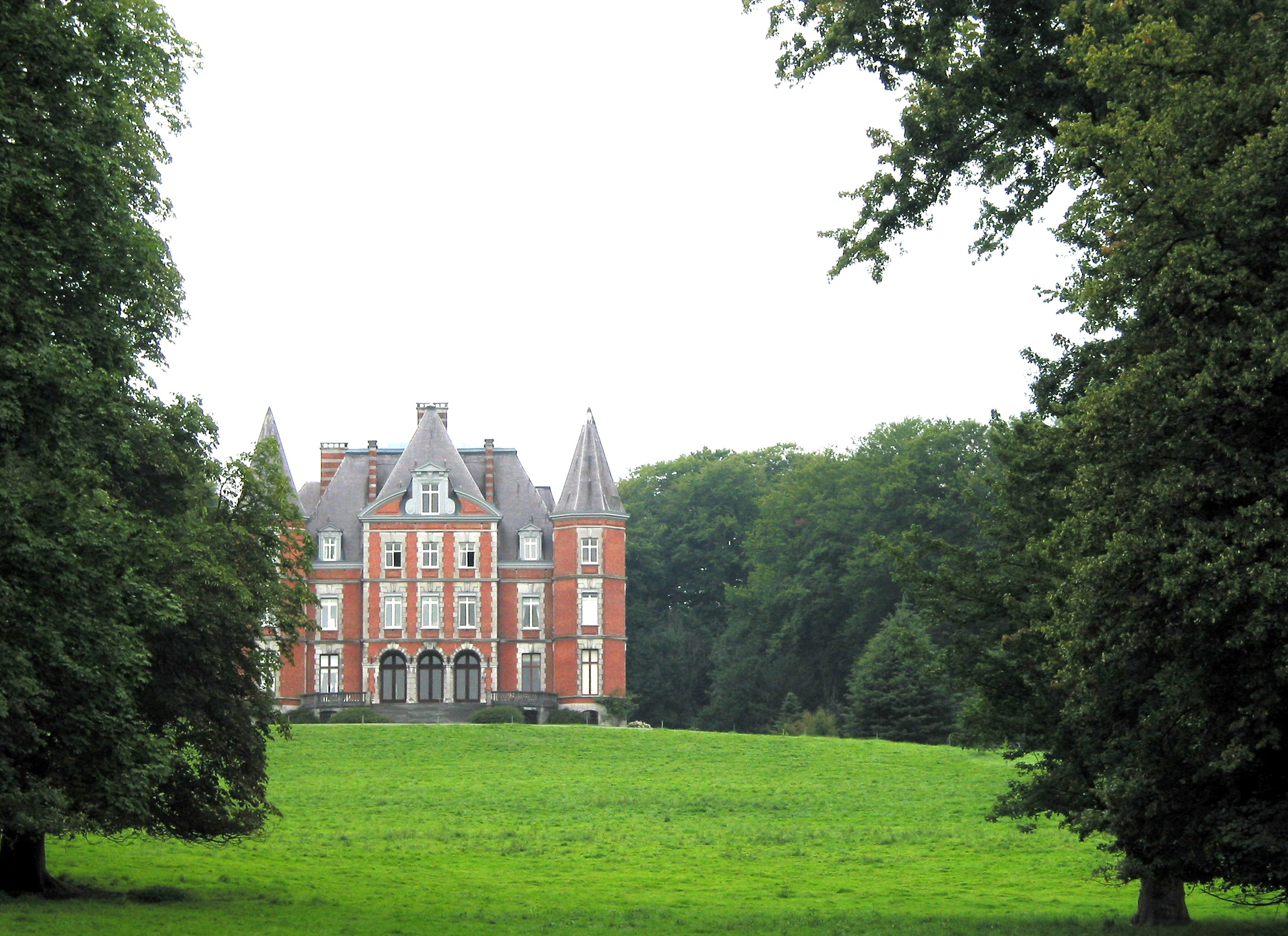
Kasteel van Itter

Bevekom · Chastre · Chaumont-Gistoux · Court-Saint-Étienne · Eigenbrakel · Geldenaken · Genepiën · Graven · Hélécine · Incourt · Itter · Kasteelbrakel · Lasne · Mont-Saint-Guibert · Nijvel · Orp-Jauche · Ottignies-Louvain-la-Neuve · Perwijs · Ramillies · Rebecq · Rixensart · Terhulpen · Tubeke · Villers-la-Ville · Walhain · Waterloo · Waver

België: Provincies · Gemeenten